# Hildtraud Wieser
Hildtraud Wieser (* 21. Juni 1947 in Feldkirch) ist eine österreichische Bürokauffrau und Politikerin (FPÖ). Wieser war von 1994 bis 2009 Abgeordnete zum Vorarlberger Landtag. Sie lebt in Frastanz, ist verheiratet und Mutter von zwei Kindern. 
Wieser ist seit 1999 Landesobfrau der Vorarlberger Freiheitlichen Frauen und war bis 2006 stellvertretende Landesobfrau der Vorarlberger Freiheitlichen sowie Freiheitliche Bezirksobfrau von Feldkirch. Vom 7. November 1994 bis zum 13. Oktober 2009 vertrat sie die FPÖ im Vorarlberger Landtag, wobei sie in der letzten Legislaturperiode die Funktion der Bereichssprecherin für Familie, Gesundheit, Soziales und Senioren innehatte. Wieser kündigte bereits im April 2008 an, ihren Platz für jüngere Abgeordnete freizumachen und nicht mehr bei der Landtagswahl 2009 zu kandidieren.